# TLC: Tables, Ladders & Chairs (2010)
TLC: Tables, Ladders & Chairs (2010) – gala wrestlingu w PPV. Odbyła się ona w Toyota Center w Houston. Była to 13. gala w 2010 roku w wrestlingu, a 2. z serii TLC.

## Walki
| #    | Wynik                                                                      | Rodzaj meczu                                                                | Czas  | Zwycięzca                         |
| ---- | -------------------------------------------------------------------------- | --------------------------------------------------------------------------- | ----- | --------------------------------- |
| Dark | Daniel Bryan (z The Bella Twins) (c) vs Ted DiBiase (z Maryse)             | Singles Match                                                               | N/A   | Daniel Bryan                      |
| 1    | Dolph Ziggler (z Vickie Guerrero) (c) vs Kofi Kingston vs Jack Swagger     | Triple Threat Ladder match o WWE Intercontinental Championship              | 8:55  | Dolph Ziggler                     |
| 2    | Lay-Cool (Layla i Michelle McCool) vs Natalya i Beth Phoenix               | Divas Tag-Team Tables match                                                 | 9:22  | Natalya i Beth Phoenix            |
| 3    | Santino Marella i Vladimir Kozlov vs Nexus (Justin Gabriel i Heath Slater) | Tag Team Match o WWE Tag Team Championship                                  | 6:19  | Santino Marella i Vladimir Kozlov |
| 4    | Sheamus vs John Morrison                                                   | Ladder match o miano 1. pretendenta do walki o WWE Championship             | 19:04 | John Morrison                     |
| 5    | The Miz (z Alexem Riley) (c) vs Randy Orton                                | Tables match o WWE Championship                                             | 13:41 | The Miz                           |
| 6    | Kane (c) vs Edge vs Rey Mysterio vs Alberto Del Rio                        | Fatal 4-way Tables, Ladders & Chairs Match o World Heavyweight Championship | 22:45 | Edge                              |
| 7    | John Cena vs Wade Barrett                                                  | Chairs Match                                                                | 19:12 | John Cena                         |